# Dél-Korea nemzeti kincseinek listája (101–200)
Dél-Korea nemzeti kincseinek listája, a 101. és 200. besorolt elemmel. A nemzeti kincsek számozása a védelem alá kerülési sorrendet jelenti és nem fontossági sorrendet jelöl.
Előzőek: 1–100

## 101–200
| #       | Kép | Név (hangul, handzsa (hanja), átírt) | Hely | Felvétel             | Hiv. |
| ------- | --- | --- | --- | -------------------- | ---- |
| 101.    |     | Csigvang (Jigwang) „nemzeti tanító” sztúpája a Popcshonsza (Beopcheonsa) templomból (원주 법천사지 지광국사탑 原州 法泉寺址 智光國師塔 Vondzsu Popcshonszadzsi Csigvang kukszathap (Wonju Beobcheonsaji Jigwan guksatap) | Koreai Nemzeti Múzeum, Csongno-ku (Jongno-gu), Szöul (서울 종로구 세종로 1 경복궁 내) | 1962. december 20.   |      |
| 102.    |     | Hongbop (Hongbeop) „nemzeti tanító” sztúpája a Csongthosza (Jeongtosa) templomból (충주 정토사지 홍법국사탑 忠州 淨土寺址 弘法國師塔 Cshungdzsu Csongthoszadzsi Hongbop kukszathap (Chungju Jeongtosaji Hongbeop guksatap) | Koreai Nemzeti Múzeum, Jongszan-ku (Yongsan-gu), Szöul (서울 용산구 서빙고로 137, 국립중앙박물관 (용산동6가)) | 1962. december 20.   |      |
| 103.    |     | Ikeroroszlános lámpás a Csunghungszanszong (Jungheungsanseong) erődből (광양 중흥산성 쌍사자 석등 光陽 中興山城 雙獅子 石燈 Kvangjang Csunghungszanszong sszangszadzsa szoktung (Gwangjang Jungheungsanseong ssangsaja seokdeung)                                                                                              | Puk-ku (Buk-gu), Kvangdzsu (Gwangju) (광주 북구 하서로 110, 국립광주박물관 (매곡동)) | 1962. december 20.   |      |
| 104.    |     | Jomgo (Yeomgeo) szerzetes sztúpája a Hungbopsza (Heungbeopsa) templomból (원주 흥법사지 염거화상탑 原州 興法寺址 廉居和尙塔 Vondzsu Hungbopsza Jomgo hvaszangthap (Wonju Heungbeopsa Yeomgo hwasangtap) | Koreai Nemzeti Múzeum, Jongszan-ku (Yongsan-gu), Szöul (서울 용산구 서빙고로 137, 국립중앙박물관 (용산동6가)) | 1962. december 20.   |      |
| 105.    |     | Háromszintes kőpagoda, Pomhak-ri (Beomhak-ri), Szancshong (Sancheong) (산청 범학리 삼층석탑 山淸 泛鶴里 三層石塔 Szancshong Pomhak-ri szamcshung szokthap (Sancheong Beomhak-ri samcheung seoktap) | Koreai Nemzeti Múzeum, Jongszan-ku (Yongsan-gu), Szöul (서울 용산구 서빙고로 137, 국립중앙박물관 (용산동6가)) | 1962. december 20.   |      |
| 106.    |     | Amitábha kősztélé „Kjeju (Gyeyu) éve” felirattal (계유명전씨아미타불비상 癸酉銘全氏阿彌陀佛碑像 Kjejumjong Csongssi Amithabul piszang (Gyeyumyeong Jeongssi Amitabul bisang) | Cshongdzsu (Cheongju), Észak-Cshungcshong (Chungcheong) (충북 청주시 상당구 명암로 143, 국립청주박물관 (명암동,국립청주박물관)) | 1962. december 20.   |      |
| 107.    |     | Fehér porcelán korsó máz alatti vas díszítéssel (szőlő) (백자 철화포도문 항아리 白磁 鐵畵葡萄文 壺 pekcsa csholhvaphodomun hangari (baekja cheolhwapodomun hangari) | Ihva (Ihwa) Női Egyetem, Szodemun-ku (Seodaemun-gu), Szöul (서울 서대문구 이화여대길 52, 이화여자대학교 박물관 (신촌동)) | 1962. december 20.   |      |
| 108.    |     | Sztélé buddhatriáddal és az Ezer Buddhával, „Kjeju (Gyeyu) éve” felirattal (계유명삼존천불비상 癸酉銘三尊千佛碑像 Kjejumjong szamdzson cshonbul piszang (Gyeyumyeong samjon cheonbul bisang) | Kongdzsu (Gongju), Dél-Cshungcshong (Chungcheong) (충남 공주시 관광단지길 34, 국립공주박물관 (웅진동)) | 1962. december 20.   |      |
| 109.    |     | Kunü (Gunwi)i Amitábha buddhatriád-barlang (군위 아미타여래삼존 석굴 軍威 阿彌陀如來三尊 石窟 Kunü Amithajore szamdzson szokkul (Gunwi Amitayeorae samjon seokgul) | Namszan-ri, Pugje-mjon (Namsan-ri, Bugye-myeon) Kunü (Gunwi), Észak-Kjongszang (Gyeongsang) (경북 군위군 부계면 남산리 1477) | 1962. december 20.   |      |
| 110.    |     | I Dzsehjon (Yi Je-hyeon) arcképe (이제현 초상 李齊賢 肖像 I Dzsehjon cshoszang (Yi Je-hyeon chosang) | Koreai Nemzeti Múzeum, Jongszan-ku (Yongsan-gu), Szöul (서울 용산구 서빙고로 137, 국립중앙박물관 (용산동6가)) | 1962. december 20.   |      |
| 111.    |     | An Hjang (An Hyang) arcképe (안향 초상 安珦 肖像 An Hjang cshoszang (An Hyang chosang) | Jongdzsu (Yeongju), Észak-Kjongszang (Gyeongsang) (경북 영주시 순흥면 소백로 2740, 소수박물관 (내죽1리)) | 1962. december 20.   |      |
| 112.    |     | A Kamunsza (Gameunsa) templom keleti és nyugati háromszintes pagodája (경주 감은사지 동·서 삼층석탑 慶州 感恩寺址 東·西 三層石塔 Kjongdzsu Kamunszadzsi tong-szo szamcshung szokthap (Gyeongju Gameunsaji dong-seo samcheung seoktap)                                                                                          | Kjongdzsu (Gyeongju), Észak-Kjongszang (Gyeongsang) (경북 경주시 양북면 용당리 55-3, 55-9) | 1962. december 20.   |      |
| 113.    |     | Szeladon palack máz alatti vas díszítéssel (fűzfa) (청자 철화양류문 통형 병 靑磁 鐵畵楊柳文 筒形 甁 cshongdzsa csholhvajangnjumun thonghjong pjong (cheongja cheolyangnyumun tonghyeong byeong) | Koreai Nemzeti Múzeum, Jongszan-ku (Yongsan-gu), Szöul (서울 용산구 서빙고로 137, 국립중앙박물관 (용산동6가)) | 1962. december 20.   |      |
| 114.    |     | Tök alakú szeladon palack bazsarózsa- és krizantémmotívummal (청자 상감모란국화문 참외모양 병 靑磁 象嵌牡丹菊花文 瓜形 甁 cshongdzsa szamgammorangukhvamun cshamömojang pjong (cheongja samgammoeangukhwamun chamwimoyang byeong)                                                                                              | Koreai Nemzeti Múzeum, Jongszan-ku (Yongsan-gu), Szöul (서울 용산구 서빙고로 137, 국립중앙박물관 (용산동6가)) | 1962. december 20.   |      |
| 115.    |     | Cikornyás mintázatú szeladon edény (청자 상감당초문 완) 靑磁 象嵌唐草文 碗 cshongdzsa szamgamdangcshomun van (cheongja samgamdangchomun wan) | Koreai Nemzeti Múzeum, Jongszan-ku (Yongsan-gu), Szöul (서울 용산구 서빙고로 137, 국립중앙박물관 (용산동6가)) | 1962. december 20.   |      |
| 116.    |     | Tök alakú szeladon kancsó bazsarózsa mintázattal (청자 상감모란문 표주박모양 주전자 靑磁 象嵌牡丹文 瓢形 注子 cshongdzsa szamgammoranmun phjodzsubakmojang csudzsondzsa (cheongja samgammoranmun pyojubakmoyang jujeonja) | Koreai Nemzeti Múzeum, Jongszan-ku (Yongsan-gu), Szöul (서울 용산구 서빙고로 137, 국립중앙박물관 (용산동6가)) | 1962. december 20.   |      |
| 117.    |     | Ülő vas vairócsana buddha a Porimsza (Borima) templomból (장흥 보림사 철조비로자나불좌상 長興 寶林寺 鐵造毘盧遮那佛坐像 Csanghung Porimsza csholdzso pirodzsanabul csvaszang (Jangheung Borimsa cheoljo birojanabul jwasang)                                                                                                   | Jucshi-mjon (Yuchi-myeon), Csanghung (Jangheung), Dél-Csolla (Jeolla) (전남 장흥군 유치면 봉덕리 45 보림사) | 1963. február 21.    |      |
| 118.    |     | Aranyozott bronz töprengő Maitréja bódhiszattva szobor (금동미륵보살반가사유상 金銅彌勒菩薩半跏思惟像 kumdong miruk poszal pangasza juszang (geumdong mireuk bosal bangasa yusang) | Samsung Művészeti Múzeum, Jongszan-ku (Yongsan-gu), Szöul (서울 용산구 이태원로55길 60-16, 삼성미술관 리움 (한남동)) | 1964. március 30.    |      |
| 119.    |     | Aranyozott bronz álló buddhaszobor „Jonga (Yeonga) 7. évében” felirattal (금동연가7년명여래입상 金銅延嘉七年銘如來立像 kumdong Jonga 7njongmjong jore ipszang (geumdong Yeonga 7nyeonmyeong yeorae ibsang) | Koreai Nemzeti Múzeum, Jongszan-ku (Yongsan-gu), Szöul (서울 용산구 서빙고로 137, 국립중앙박물관 (용산동6가)) | 1964. március 30.    |      |
| 120.    |     | A Jongdzsusza (Yongjusa) templom harangja (용주사 동종 龍珠寺 銅鍾 Jongdzsusza tongdzsong (Yongjusa dongjong) | Hvaszong (Hwaseong), Kjonggi (Gyeonggi) (경기 화성시 용주로 136, 용주사 (송산동)) | 1964. március 30.    |      |
| 121.    |     | Hahö (Hahoe)i és Pjongszan (Byeongsan)i maszkok (안동 하회탈 및 병산탈 安東 河回탈 및 屛山탈 Andong Hahöthal mit Pjongszanthal (Andong Hahoetal mit Byeongsantal) | Koreai Nemzeti Múzeum, Jongszan-ku (Yongsan-gu), Szöul (서울 용산구 서빙고로 137, 국립중앙박물관 (용산동6가)) | 1964. március 30.    |      |
| 122.    |     | Háromszintes kőpagoda a Csindzsonsza (Jinjeonsa) templomból (양양 진전사지 삼층석탑 襄陽 陳田寺址 三層石塔 Jangjang Csindzsonszadzsi szamcshung szokthap (Yangyang Jinjeonsaji samchung seoktap) | Kanghjon-mjon (Ganghyeon-myeon), Jangjang (Yangyang), Kangvon (Gangwon) (강원 양양군 강현면 둔전리 100-2) | 1966. február 28.    |      |
| 123.    |     | A Vanggung-ri (Wanggung-ri) beli ötemeletes kőpagodában talált relikviák (익산 왕궁리 오층석탑 사리장엄구) 益山 王宮里 五層石塔 舍利莊嚴具 Ikszan Vanngung-ri ocshung szokthap szaridzsangomgu (Iksan Wanggung-ri ocheung seoktap sarijangeomgu)                                                                               | Csondzsu (Jeonju), Észak-Csolla (Jeolla) (전북 전주시 완산구 쑥고개로 249, 국립전주박물관 (효자동2가,국립전주박물관)) | 1966. július 26.     |      |
| 123-1.  |     | A Gyémánt szútra ezüst lemezeken (은제 도금 금강경 銀製鍍金金剛經 Undzse togum Kumganggjong (Eunje dogeum Geumganggyeong) | Csondzsu (Jeonju), Észak-Csolla (Jeolla) (전북 전주시 완산구 쑥고개로 249, 국립전주박물관 (효자동2가,국립전주박물관)) | 1966. július 26.     |      |
| 123-2.  |     | Üvegpalack (유리 사리병 琉璃 舍利甁 juri szaribjong (yuri saribyeong) | Csondzsu (Jeonju), Észak-Csolla (Jeolla) (전북 전주시 완산구 쑥고개로 249, 국립전주박물관 (효자동2가,국립전주박물관)) | 1966. július 26.     |      |
| 123-3.  |     | Arany saríra ereklyetartó (금제 방형 사리합 金製方形舍利盒 kumdzse panghjong szarihap (geumje banghyeong sarihap) | Csondzsu (Jeonju), Észak-Csolla (Jeolla) (전북 전주시 완산구 쑥고개로 249, 국립전주박물관 (효자동2가,국립전주박물관)) | 1966. július 26.     |      |
| 123-4.  |     | Aranyozott bronz álló buddhaszobor (금동 여래입상 金銅 如來立像 kumdong joreipszang (geumdong yeoraeibsang) | Csondzsu (Jeonju), Észak-Csolla (Jeolla) (전북 전주시 완산구 쑥고개로 249, 국립전주박물관 (효자동2가,국립전주박물관)) | 1966. július 26.     |      |
| 123-5.  |     | Lakozott, aranyozott ereklyetartó láda (청동 주칠 도금 사리외함) 靑銅朱漆鍍金舍利外函 cshongdong csucshil togum szariöham (cheongdong juchil dogeum sariwiham) | Csondzsu (Jeonju), Észak-Csolla (Jeolla) (전북 전주시 완산구 쑥고개로 249, 국립전주박물관 (효자동2가,국립전주박물관)) | 1966. július 26.     |      |
| 124.    |     | Ülő márvány bódhiszattva szobor a Hanszongsza (Hansongsa) templomból (강릉 한송사지 석조보살좌상 江陵 寒松寺址 石造菩薩坐像 Kangnung Hanszongszadzsi szokcso poszal csvaszang (Gangneung Hansongsaji seokjo bosal jwasang) | Cshuncshon (Chuncheon), Kangvon (Gangwon) (강원 춘천시 우석로 70, 국립춘천박물관 (석사동,국립춘천박물관)) | 1967. június 21.     |      |
| 125.    |     | Silla kori zöldmázas urna kő tartóban (녹유골호 綠釉骨壺 nogjugolho (nogyugolho) | Koreai Nemzeti Múzeum, Jongszan-ku (Yongsan-gu), Szöul (서울 용산구 서빙고로 137, 국립중앙박물관 (용산동6가)) | 1967. június 21.     |      |
| 126.    |     | A Pulguksza (Bulguksa) templom Szokkathap (Seokgatap) pagodájában talált relikviák (불국사 삼층석탑 사리장엄구 佛國寺 三層石塔 舍利莊嚴具 Pulguksza szamcshung szokthap szaridzsangopku (Bulguksa samchung seoktap sarijangeobgu)                                                                                              | Központi Buddhista Múzeum, Csongno-ku (Jongno-gu), Szöul (서울 종로구 우정국로 55, 불교중앙박물관 (견지동,광교빌딩)) | 1967. szeptember 16. |      |
| 126-1.  |     | Bronz saríra ereklyetartó láda (금동 사리외함 金銅 舍利外函 kumdong szariöham (geumdong sarioeham) | Központi Buddhista Múzeum, Csongno-ku (Jongno-gu), Szöul (서울 종로구 우정국로 55, 불교중앙박물관 (견지동,광교빌딩)) | 1967. szeptember 16. |      |
| 126-2.  |     | Ezüst ereklyetartó (은제 사리합 銀製 舍利盒 undzse szarihap (eunje sarihap) | Központi Buddhista Múzeum, Csongno-ku (Jongno-gu), Szöul (서울 종로구 우정국로 55, 불교중앙박물관 (견지동,광교빌딩)) | 1967. szeptember 16. |      |
| 126-3.  |     | Ezüst tálka (은제 사리완 銀製舍利盌 undzse szarivan (eunje sariwan) | Központi Buddhista Múzeum, Csongno-ku (Jongno-gu), Szöul (서울 종로구 우정국로 55, 불교중앙박물관 (견지동,광교빌딩)) | 1967. szeptember 16. |      |
| 126-4.  |     | Tömjén (유향 儒香 juhjang (yuhyang) | Központi Buddhista Múzeum, Csongno-ku (Jongno-gu), Szöul (서울 종로구 우정국로 55, 불교중앙박물관 (견지동,광교빌딩)) | 1967. szeptember 16. |      |
| 126-5.  |     | Aranyozott bronz ereklyetartó (금동 방형 사리합 金銅方形舍利盒 kumdong panghjong szarihap (geumdong banghyeong sarihab) | Központi Buddhista Múzeum, Csongno-ku (Jongno-gu), Szöul (서울 종로구 우정국로 55, 불교중앙박물관 (견지동,광교빌딩)) | 1967. szeptember 16. |      |
| 126-6.  |     | A dháraní szútra fa nyomódúccal papírtekercsre nyomott másolata (무구정광 대다라니경 無垢淨光大陀羅尼經 Mugudzsonggvang Tedaranigjong (Mugujeonggwang Daedaranigyeong) | Központi Buddhista Múzeum, Csongno-ku (Jongno-gu), Szöul (서울 종로구 우정국로 55, 불교중앙박물관 (견지동,광교빌딩)) | 1967. szeptember 16. |      |
| 126-7.  |     | Rézgyűrű (동환 銅環 tonghvan (donghwan) | Központi Buddhista Múzeum, Csongno-ku (Jongno-gu), Szöul (서울 종로구 우정국로 55, 불교중앙박물관 (견지동,광교빌딩)) | 1967. szeptember 16. |      |
| 126-8.  |     | Jáde kövek és félhold alakú jáde ékszerek (경옥제곡옥 硬玉製曲玉 kjongokcse kogok (gyeongokje gogok) | Központi Buddhista Múzeum, Csongno-ku (Jongno-gu), Szöul (서울 종로구 우정국로 55, 불교중앙박물관 (견지동,광교빌딩)) | 1967. szeptember 16. |      |
| 126-9.  |     | Szardónix kövek (홍마노환옥 紅瑪瑙丸玉 hongmano hvanok (hongmano hwanok) | Központi Buddhista Múzeum, Csongno-ku (Jongno-gu), Szöul (서울 종로구 우정국로 55, 불교중앙박물관 (견지동,광교빌딩)) | 1967. szeptember 16. |      |
| 126-10. |     | Kristály vagy sokszög alakúra csiszolt jádekövek (수정절자옥 水晶切子玉 szudzsong csholdzsaok (sujeong jeoljaok) | Központi Buddhista Múzeum, Csongno-ku (Jongno-gu), Szöul (서울 종로구 우정국로 55, 불교중앙박물관 (견지동,광교빌딩)) | 1967. szeptember 16. |      |
| 126-11. |     | Jádegyöngyök (수정보주형옥 水晶寶珠形玉 szudzsong podzsuhjongok (sujeong bojuhyeongok) | Központi Buddhista Múzeum, Csongno-ku (Jongno-gu), Szöul (서울 종로구 우정국로 55, 불교중앙박물관 (견지동,광교빌딩)) | 1967. szeptember 16. |      |
| 126-12. |     | Kristálygyöngyök (수정환옥 水晶丸玉 syudzsong hvanok (sujeong hwanok) | Központi Buddhista Múzeum, Csongno-ku (Jongno-gu), Szöul (서울 종로구 우정국로 55, 불교중앙박물관 (견지동,광교빌딩)) | 1967. szeptember 16. |      |
| 126-13. |     | Zöld üveggyöngyök (녹색유리환옥 綠色琉璃丸玉 nokszekjuri hvanok (noksaekyuri hwanok) | Központi Buddhista Múzeum, Csongno-ku (Jongno-gu), Szöul (서울 종로구 우정국로 55, 불교중앙박물관 (견지동,광교빌딩)) | 1967. szeptember 16. |      |
| 126-14. |     | Világoskék üveg és jáde (담청색유리제과형옥 淡靑色琉璃製瓜形玉 tamcshongszek juridzsegva hjongok (damcheongsaek yurijegwa hyeongok) | Központi Buddhista Múzeum, Csongno-ku (Jongno-gu), Szöul (서울 종로구 우정국로 55, 불교중앙박물관 (견지동,광교빌딩)) | 1967. szeptember 16. |      |
| 126-15. |     | Kis üveggyöngyök (유리제소옥 琉璃製小玉 juridzseszook (yurijesook) | Központi Buddhista Múzeum, Csongno-ku (Jongno-gu), Szöul (서울 종로구 우정국로 55, 불교중앙박물관 (견지동,광교빌딩)) | 1967. szeptember 16. |      |
| 126-16. |     | Sasfa darab (향목편 香木片 hjangmokphjon (hyangmokpyeon) | Központi Buddhista Múzeum, Csongno-ku (Jongno-gu), Szöul (서울 종로구 우정국로 55, 불교중앙박물관 (견지동,광교빌딩)) | 1967. szeptember 16. |      |
| 126-17. |     | Repülő angyalt ábrázoló bronz szobor (금동 비천상 金銅飛天像 picshonszang (bicheonsang) | Központi Buddhista Múzeum, Csongno-ku (Jongno-gu), Szöul (서울 종로구 우정국로 55, 불교중앙박물관 (견지동,광교빌딩)) | 1967. szeptember 16. |      |
| 126-18. |     | Bronz tükör (동경 銅鏡 tonggjong (donggyeong) | Központi Buddhista Múzeum, Csongno-ku (Jongno-gu), Szöul (서울 종로구 우정국로 55, 불교중앙박물관 (견지동,광교빌딩)) | 1967. szeptember 16. |      |
| 126-19. |     | Hajtűk (차 釵 csha (cha) | Központi Buddhista Múzeum, Csongno-ku (Jongno-gu), Szöul (서울 종로구 우정국로 55, 불교중앙박물관 (견지동,광교빌딩)) | 1967. szeptember 16. |      |
| 126-20. |     | Fából készült pagoda (목탑 木塔 mokthap (moktap) | Központi Buddhista Múzeum, Csongno-ku (Jongno-gu), Szöul (서울 종로구 우정국로 55, 불교중앙박물관 (견지동,광교빌딩)) | 1967. szeptember 16. |      |
| 126-21. |     | Nagy kristálygolyók (수정대옥 水晶大玉 szudzsongdeok (sujeongdaeok) | Központi Buddhista Múzeum, Csongno-ku (Jongno-gu), Szöul (서울 종로구 우정국로 55, 불교중앙박물관 (견지동,광교빌딩)) | 1967. szeptember 16. |      |
| 126-22. |     | Szarónix (홍마노 紅瑪瑙 hongmano) | Központi Buddhista Múzeum, Csongno-ku (Jongno-gu), Szöul (서울 종로구 우정국로 55, 불교중앙박물관 (견지동,광교빌딩)) | 1967. szeptember 16. |      |
| 126-23. |     | Tojásdad alakú kristálygyöngyök (수정제가지형옥 水晶製가지形玉 szudzsongdzse kadzsihjongok (sujeongje kajihyeongok) | Központi Buddhista Múzeum, Csongno-ku (Jongno-gu), Szöul (서울 종로구 우정국로 55, 불교중앙박물관 (견지동,광교빌딩)) | 1967. szeptember 16. |      |
| 126-24. |     | Gyümölcs alakú üveggyöngyök (유리제과형옥 琉璃製瓜形玉 juridzse kvahjongok (yurije gwahyeongok) | Központi Buddhista Múzeum, Csongno-ku (Jongno-gu), Szöul (서울 종로구 우정국로 55, 불교중앙박물관 (견지동,광교빌딩)) | 1967. szeptember 16. |      |
| 126-25. |     | Kis üveggyöngyök (유리소옥 琉璃小玉 juriszook (yurisook) | Központi Buddhista Múzeum, Csongno-ku (Jongno-gu), Szöul (서울 종로구 우정국로 55, 불교중앙박물관 (견지동,광교빌딩)) | 1967. szeptember 16. |      |
| 126-26. |     | Aquilaria sinensis fa daraba (심향편 沈香片 simhjangphjon (simhyangpyeon) | Központi Buddhista Múzeum, Csongno-ku (Jongno-gu), Szöul (서울 종로구 우정국로 55, 불교중앙박물관 (견지동,광교빌딩)) | 1967. szeptember 16. |      |
| 126-27. |     | Textildarab (섬유잔결 纖維殘缺 szomjudzsangol (seomyujangyeol) | Központi Buddhista Múzeum, Csongno-ku (Jongno-gu), Szöul (서울 종로구 우정국로 55, 불교중앙박물관 (견지동,광교빌딩)) | 1967. szeptember 16. |      |
| 126-28. |     | Renoválást dokumentáló papírok (중수문서 重修文書 csongszu munszo (jongsu munseo) | Központi Buddhista Múzeum, Csongno-ku (Jongno-gu), Szöul (서울 종로구 우정국로 55, 불교중앙박물관 (견지동,광교빌딩)) | 1967. szeptember 16. |      |
| 127.    |     | Álló aranyozott bronz Avalókitésvara bódhiszattva szobor Szöul Szamjang-tong (Samyang-dong) kerületéből (서울 삼양동 금동관음보살입상 서울 三陽洞 金銅觀音菩薩立像 Szöul Szamjang-tong kumdong kvanumboszal ipszang (Seoul Samyang-dong geumdong gwaneumbosal ibsang)                                                          | Koreai Nemzeti Múzeum, Jongszan-ku (Yongsan-gu), Szöul (서울 용산구 서빙고로 137, 국립중앙박물관 (용산동6가)) | 1968. december 19.   |      |
| 128.    |     | Álló aranyozott bronz Avalókitésvara bódhiszattva szobor (금동관음보살입상) 金銅觀音菩薩立像 kumdong kvanumboszal ipszang (geumdong gwaneumbosal ibsang) | Samsung Művészeti Múzeum, Jongszan-ku (Yongsan-gu), Szöul (서울 용산구 이태원로55길 60-16, 삼성미술관 리움 (한남동)) | 1968. december 19.   |      |
| 129.    |     | Álló aranyozott bronz bódhiszattva szobor (금동보살입상 金銅菩薩立像 kumdong poszal ipszang (geumdong bosal ibsang) | Samsung Művészeti Múzeum, Jongszan-ku (Yongsan-gu), Szöul (서울 용산구 이태원로55길 60-16, 삼성미술관 리움 (한남동)) | 1968. december 19.   |      |
| 130.    |     | Ötemeletes kőpagoda (구미 죽장리 오층석탑 龜尾 竹杖里 五層石塔 Kumi Csungdzsang-ri ocshungthap (Gumi Jungjang-ri ocheungtap) | Szonszan-up (Seonsan-eup), Kumi (Gumi), Észak-Kjongszang (Gyeongsang) (경북 구미시 선산읍 죽장2길 90 (죽장리)) | 1968. december 19.   |      |
| 131.    |     | Hvarjong (Hwaryeong) prefektúra háztartás-regisztere korjói (goryeói) nyelven (고려말 화령부 호적관련고문서) 高麗末和寧府戶籍關聯古文書 korjomal Hvarjong-bu hodzsok kvannjon komunszo (goryeomal Hwaryeong-bu hojeok gwannyeon gomunseo)                                                                                      | Koreai Nemzeti Múzeum, Jongszan-ku (Yongsan-gu), Szöul (서울 용산구 서빙고로 137, 국립중앙박물관 (용산동6가)) | 1969. november 7.    |      |
| 132.    |     | Csingbirok (Jingbirok) (징비록 懲毖錄) | Advanced Center for Korean Studies, Andong, Észak-Kjongszang (Gyeongsang) (경북 안동시 도산면 퇴계로 1997 한국국학진흥원) | 1969. november 7.    |      |
| 133.    |     | Tök formájú szeladon vizeskancsó máz alatti réz lótuszmotívummal (청자 동화연화문 표주박모양 주전자 靑磁 銅畵蓮花文 瓢形 注子 cshongdzsa tonghvajonhvamun phjodzsubakmojang csudzsondzsa (cheongja donghwayeonhwamun pyojubakmoyang jujeonja)                                                                                  | Samsung Művészeti Múzeum, Jongszan-ku (Yongsan-gu), Szöul (서울 용산구 이태원로55길 60-16, 삼성미술관 리움 (한남동)) | 1970. december 30.   |      |
| 134.    |     | Aranyozott bronz álló bodhiszattva-triád (금동보살삼존입상 金銅菩薩三尊立像 kumdong poszalszamdzson ipszang (geumdong bosalsamjon ibsang) | Samsung Művészeti Múzeum, Jongszan-ku (Yongsan-gu), Szöul (서울 용산구 이태원로55길 60-16, 삼성미술관 리움 (한남동)) | 1970. december 30.   |      |
| 135.    |     | Sin Junbok (Sin Yun-bok) életképeinek albuma (신윤복필 풍속도 화첩 申潤福筆 風俗圖 畵帖 Sin Junbokphil phungszokto hvacshop (Sin Yun-bokpil pungsokdo hwacheop) | Kanszong (Gansong) Szépművészeti Múzeum, Szongbuk-ku (Seongbuk-gu), Szöul (서울 성북구 성북로 102-11, 간송미술관 (성북동,간송미술관)) | 1970. december 30.   |      |
| 136.    |     | Aranyozott bronz miniatűr zászlórúd sárkányfej csúcsdísszel (금동 용두보당 金銅 龍頭寶幢 kumdong jongdubodang (geumdong yongdubodang) | Samsung Művészeti Múzeum, Jongszan-ku (Yongsan-gu), Szöul (서울 용산구 이태원로55길 60-16, 삼성미술관 리움 (한남동)) | 1971. december 21.   |      |
| 137.    |     | Bronz leletek Tegu (Daegu) Piszan-tong (Bisan-dong) kerületéből (대구 비산동 청동기 일괄 大邱 飛山洞 靑銅器 一括 Tegu Piszan-tong cshongdonggi ilgvan (Daegu Bisan-dong cheongdonggi ilgwan) | Samsung Művészeti Múzeum, Jongszan-ku (Yongsan-gu), Szöul (서울 용산구 이태원로55길 60-16, 삼성미술관 리움 (한남동)) | 1971. december 21.   |      |
| 137-1.  |     | Bronz kard és hüvelydarabok (검 및 칼집 부속 劍 및 칼집 附屬 kom mit kkaldzsip puszok (geom mit kaljib buseok) | Samsung Művészeti Múzeum, Jongszan-ku (Yongsan-gu), Szöul (서울 용산구 이태원로55길 60-16, 삼성미술관 리움 (한남동)) | 1971. december 21.   |      |
| 137-2.  |     | Dárdahegyek és díszítőelemeik (투겁창 및 꺾창) 투겁槍 및 꺾槍 thugopcshang mit kkokkcshang (tugeopchang mit kkeokkchang) | Samsung Művészeti Múzeum, Jongszan-ku (Yongsan-gu), Szöul (서울 용산구 이태원로55길 60-16, 삼성미술관 리움 (한남동)) | 1971. december 21.   |      |
| 138.    |     | Arany korona feltételezhetően Korjong (Goryeong)ból, kiegészítőkkel (전 고령 금관 및 장신구 일괄 傳 高靈 金冠 및 裝身具 一括 cson Korjong kumgvan mit csangsingu ilgval (jeon Goryeong geumgwan mit jangsingu ilgwal) | Samsung Művészeti Múzeum, Jongszan-ku (Yongsan-gu), Szöul (서울 용산구 이태원로55길 60-16, 삼성미술관 리움 (한남동)) | 1971. december 21.   |      |
| 139.    |     | Kim Hongdo Taoista halhatatlanok festménye (김홍도필 군선도 병풍 金弘道筆 群仙圖 屛風 Kim Hongdophil Kunszondo bjongphung (Kim Hongdopil Gunseondo byeongpung) | Samsung Művészeti Múzeum, Jongszan-ku (Yongsan-gu), Szöul (서울 용산구 이태원로55길 60-16, 삼성미술관 리움 (한남동)) | 1971. december 21.   |      |
| 140.    |     | Gyöngyház berakásos, virágmintás lakkozott bronztükör (나전 화문 동경 螺鈿 花文 銅鏡 nadzson hvamun tonggjong (najeon hwamun donggyeong) | Samsung Művészeti Múzeum, Jongszan-ku (Yongsan-gu), Szöul (서울 용산구 이태원로55길 60-16, 삼성미술관 리움 (한남동)) | 1971. december 21.   |      |
| 141.    |     | Apró vonalmintás bronztükör (정문경 精文鏡 csongmungjong (jeongmungyeong) | Koreai Keresztény Múzeum, Szungsil (Sungsil) Egyetem, Tongdzsak-ku (Dongjak-gu), Szöul (숭실대학교 한국기독교박물관, 서울 동작구 상도로 369) | 1971. december 21.   |      |
| 142.    |     | Tongguk csongun (Dongguk Jeongun) („A keleti államok rímei”) (동국정운 東國正韻) | Konguk (Geonguk) Egyetemi Múzeum, Kvangdzsin-ku (Gwangjin-gu), Szöul (서울 광진구 아차산로 263, 건국대학교박물관 (화양동, 건국대학교병원)) | 1972. március 2.     |      |
| 143.    |     | Bronz leletek Hvaszun (Hwasun), Tegok-ri (Daegok-ri) lelőhelyről (화순 대곡리 청동기 일괄 和順 大谷里 靑銅器 一括 Hvaszun Tegok-ri cshongdonggi ilgval (Hwasun Daegok-ri cheongdonggi ilgwal) | Kvangdzsui (Gwangjui) Nemzeti Múzeum, Puk-ku (Buk-ku), Kvangdzsu (Gwangju) (광주 북구 하서로 110, 국립광주박물관 (매곡동,국립광주박물관)) | 1972. március 2.     |      |
| 143-1.  |     | Vékony tőrök (검 劍 kom (geom) | Kvangdzsui (Gwangjui) Nemzeti Múzeum, Puk-ku (Buk-ku), Kvangdzsu (Gwangju) (광주 북구 하서로 110, 국립광주박물관 (매곡동,국립광주박물관)) | 1972. március 2.     |      |
| 143-2.  |     | Nyolcágú bronz csengettyűk (팔주령) 八珠鈴 phaldzsurjong (paljuryeong) | Kvangdzsui (Gwangjui) Nemzeti Múzeum, Puk-ku (Buk-ku), Kvangdzsu (Gwangju) (광주 북구 하서로 110, 국립광주박물관 (매곡동,국립광주박물관)) | 1972. március 2.     |      |
| 143-3.  |     | Kétvégű bronz csengettyűk (쌍두령 雙頭鈴 sszangdurjong (ssangduryoeng) | Kvangdzsui (Gwangjui) Nemzeti Múzeum, Puk-ku (Buk-ku), Kvangdzsu (Gwangju) (광주 북구 하서로 110, 국립광주박물관 (매곡동,국립광주박물관)) | 1972. március 2.     |      |
| 143-4.  |     | Fogantyús kézi kés (삭도 銅鉇 szakto (sakdo) | Kvangdzsui (Gwangjui) Nemzeti Múzeum, Puk-ku (Buk-ku), Kvangdzsu (Gwangju) (광주 북구 하서로 110, 국립광주박물관 (매곡동,국립광주박물관)) | 1972. március 2.     |      |
| 143-5.  |     | Balta (도끼 斧 tokki (dokki) | Kvangdzsui (Gwangjui) Nemzeti Múzeum, Puk-ku (Buk-ku), Kvangdzsu (Gwangju) (광주 북구 하서로 110, 국립광주박물관 (매곡동,국립광주박물관)) | 1972. március 2.     |      |
| 143-6.  |     | Bronz tükrök (정문경 精紋鏡 csongmungjong (jeongmungyeong) | Kvangdzsui (Gwangjui) Nemzeti Múzeum, Puk-ku (Buk-ku), Kvangdzsu (Gwangju) (광주 북구 하서로 110, 국립광주박물관 (매곡동,국립광주박물관)) | 1972. március 2.     |      |
| 144.    |     | Sziklába faragott ülő Buddha a Volcshuszan (Wolchusan) hegyen (영암 월출산 마애여래좌상 靈巖 月出山 磨崖如來坐像 Jongam Volcshulszan maejore csvaszang (Yeongam Wolchulsan maaeyeorae jwasang) | Jongam-up (Yeongam-eup), Jongam (Yeongam) megye, Dél-Csolla (Jeolla) (전남 영암군 영암읍 회문리 산26-8) | 1972. március 2.     |      |
| 145.    |     | Bronz parázstartó démonarc-díszítéssel (귀면 청동로 鬼面 靑銅爐 kümjon cshongdongno (gwimyeon cheongdongno) | Koreai Nemzeti Múzeum, Jongszan-ku (Yongsan-gu), Szöul (서울 용산구 서빙고로 137, 국립중앙박물관 (용산동6가)) | 1972. június 24.     |      |
| 146.    |     | Bronz csengettyűk feltehetően Nonszan (Nonsan)ból (전 논산 청동방울 일괄 傳 論山 靑銅鈴 一括 cson Nonszan cshongdongbangul ilgval (jeon Nonsan cheongdongbangul ilgwal) | Samsung Művészeti Múzeum, Jongszan-ku (Yongsan-gu), Szöul (서울 용산구 이태원로55길 60-16, 삼성미술관 리움 (한남동)) | 1973. március 19.    |      |
| 146-1.  |     | Nyolcágú bronz csengettyűk (팔주령) 八珠鈴 phaldzsurjong (paljuryeong) | Samsung Művészeti Múzeum, Jongszan-ku (Yongsan-gu), Szöul (서울 용산구 이태원로55길 60-16, 삼성미술관 리움 (한남동)) | 1973. március 19.    |      |
| 146-2.  |     | Ágyűlöveg alakú csengők (간두령 竿頭鈴 kandurjong (ganduryeong) | Samsung Művészeti Múzeum, Jongszan-ku (Yongsan-gu), Szöul (서울 용산구 이태원로55길 60-16, 삼성미술관 리움 (한남동)) | 1973. március 19.    |      |
| 146-3.  |     | Hajlított, Ω-alakú kétvégű csengettyűk (조합식 쌍두령 組合式 雙頭鈴 csohapsik sszangdurjong (johabsik ssangduryeong) | Samsung Művészeti Múzeum, Jongszan-ku (Yongsan-gu), Szöul (서울 용산구 이태원로55길 60-16, 삼성미술관 리움 (한남동)) | 1973. március 19.    |      |
| 146-4.  |     | Kétvégű bronz csengettyűk (쌍두령 雙頭鈴 sszangdurjong (ssangduryoeng) | Samsung Művészeti Múzeum, Jongszan-ku (Yongsan-gu), Szöul (서울 용산구 이태원로55길 60-16, 삼성미술관 리움 (한남동)) | 1973. március 19.    |      |
| 147.    |     | Sziklarajzok Cshondzson-ri (Cheonjeon-ri)ben (울주 천전리 각석 蔚州 川前里 刻石 Uldzsu Cshongdzson-ri kakszok (Ulju Cheonjeon-ri gakseok) | Cshondzson-ri (Cheonjeon-ri), Tudong-mjon (Dudeong-myeon), Uldzsu (Ulju) megye, Ulszan (Ulsan) (울산 울주군 두동면 천전리 산210 | 1973. május 4.       |      |
| 148.    |     | Sipcshil szacshon kogum thongjo (Sibchil sacheon gogeum tongyo) („Kína történetének 17 krónikája)” (십칠사찬고금통요 十七史纂古今通要) | Kjudzsanggak (Gyujanggak) Koreai Nyelvi Intézet, Kvanak-ku (Gwanak-gu), Szöul (서울 관악구 관악로 1 103동 서울대학교 규장각한국학연구원, 서초구 반포대로 201 국립중앙도서관)                                                                                    | 1973. július 10.     |      |
| 148-1.  |     | Sipcshil szacshon kogum thongjo (Sibchil sacheon gogeum tongyo) 16. kötet | Kjudzsanggak (Gyujanggak) Koreai Nyelvi Intézet, Kvanak-ku (Gwanak-gu), Szöul (서울 관악구 관악로 1 103동 서울대학교 규장각한국학연구원, 서초구 반포대로 201 국립중앙도서관)                                                                                    | 1973. július 10.     |      |
| 148-2.  |     | Sipcshil szacshon kogum thongjo (Sibchil sacheon gogeum tongyo) 17. kötet | Kjudzsanggak (Gyujanggak) Koreai Nyelvi Intézet, Kvanak-ku (Gwanak-gu), Szöul (서울 관악구 관악로 1 103동 서울대학교 규장각한국학연구원, 서초구 반포대로 201 국립중앙도서관)                                                                                    | 1973. július 10.     |      |
| 149.    |     | Magyarázó szöveg Az Északi dinasztiák története című kínai műhöz (동래선생교정북사상절 東萊先生校正北史詳節 Tongne szonszeng kjodzsong poksza szangdzsol (Dongnae seonsaeng gyojeong boksa sangjeol) | Kanszong (Ganseong) Művészeti Múzeum, Szongbuk-ku (Seongbuk-gu), Szöul (서울 성북구 성북로 102-11, 간송미술관 (성북동,간송미술관)) | 1973. július 10.     |      |
| 149-1.  |     | Magyarázó szöveg Az Északi dinasztiák története című kínai műhöz, 4-5. kötet | Kanszong (Ganseong) Művészeti Múzeum, Szongbuk-ku (Seongbuk-gu), Szöul (서울 성북구 성북로 102-11, 간송미술관 (성북동,간송미술관)) | 1973. július 10.     |      |
| 149-2.  |     | Magyarázó szöveg Az Északi dinasztiák története című kínai műhöz, 6. kötet | Kanszong (Ganseong) Művészeti Múzeum, Szongbuk-ku (Seongbuk-gu), Szöul (서울 성북구 성북로 102-11, 간송미술관 (성북동,간송미술관)) | 1973. július 10.     |      |
| 150.    |     | Szongdzso phjodzson cshongnju (Songjo pyojeon cheongnyu) (A Szung-dinasztia császárainak küldött levelek és kérvények gyűjteménye), 7. kötet (송조표전총류 권7 宋朝表牋總類 卷七) | Kjudzsanggak (Gyujanggak) Koreai Nyelvi Intézet, Kvanak-ku (Gwanak-gu), Szöul (서울 관악구 관악로 1,103호 동 서울대학교 규장각한국학연구원 (신림동,서울대학교))                                                                                                 | 1973. július 10.     |      |
| 151.    |     | A Csoszon-dinasztia évkönyvei (조선왕조실록 朝鮮王朝實錄 Csoszon vangdzso sillok (Joseon wangjo silleok) | Kjudzsanggak (Gyujanggak) Koreai Nyelvi Intézet, Kvanak-ku (Gwanak-gu), Szöul (서울 관악구 관악로 1,103호 동 서울대학교 규장각한국학연구원 (신림동,서울대학교)                                                                                                  | 1973. december 31.   |      |
| 151-1.  |     | A Csoszon-dinasztia évkönyvei: Csongdzsokszan (Jeongjoksan)-kiadás (조선왕조실록 정족산사고본 朝鮮王朝實錄 鼎足山史庫本 Csoszon vangdzso sillok Csongdzsokszan szagobon (Joseon wangjo silleok Jeongjoksan sagobon) | Kjudzsanggak (Gyujanggak) Koreai Nyelvi Intézet, Kvanak-ku (Gwanak-gu), Szöul (서울 관악구 관악로 1,103호 동 서울대학교 규장각한국학연구원 (신림동,서울대학교)                                                                                                  | 1973. december 31.   |      |
| 151-2.  |     | A Csoszon-dinasztia évkönyvei: Thebekszan (Taebaeksan)-kiadás (조선왕조실록 태백산사고본 朝鮮王朝實錄 太白山史庫本 Csoszon vangdzso sillok Thebekszan szagobon (Joseon wangjo silleok Taebaeksan sagobon) | Koreai Nemzeti Archívum Történelmi Részleg, Jondzse-ku (Yeonje-gu), Puszan (Busan) (부산 연제구 경기장로 28, 국가기록원 역사기록관 (거제동,정부기록보존소부산지소))                                                                                             | 1973. december 31.   |      |
| 151-3.  |     | A Csoszon-dinasztia évkönyvei: Odeszan (Odaesan)-kiadás (조선왕조실록 오대산사고본 朝鮮王朝實錄 五臺山史庫本 Csoszon vangdzso sillok Odeszan szagobon (Joseon wangjo silleok Odaesan sagobon) | Kjudzsanggak (Gyujanggak) Koreai Nyelvi Intézet, Kvanak-ku (Gwanak-gu), Szöul | 1973. december 31.   |      |
| 151-4.  |     | A Csoszon-dinasztia évkönyvei: Kitaszan (Gitasan)-kiadás (조선왕조실록 기타산엽본 朝鮮王朝實錄 基他散葉本 Csoszon vangdzso sillok Kitaszan joppon (Joseon wangjo silleok Gitasan yeobbon) | Kjudzsanggak (Gyujanggak) Koreai Nyelvi Intézet, Kvanak-ku (Gwanak-gu), Szöul | 1973. december 31.   |      |
| 152.    |     | A Határvédelmi Tanács feljegyzései (비변사등록 備邊司謄錄 Pibjonsza tungnok (Bibyeonsa deungnok) | Kjudzsanggak (Gyujanggak) Koreai Nyelvi Intézet, Kvanak-ku (Gwanak-gu), Szöul (서울 관악구 관악로 1,103호 동 서울대학교 규장각한국학연구원 (신림동,서울대학교))                                                                                                 | 1973. december 31.   |      |
| 153.    |     | Ilszongnok (Ilseongnok) (a királyi udvar napi eseményeinek naplója) (일성록 日省錄) | Kjudzsanggak (Gyujanggak) Koreai Nyelvi Intézet, Kvanak-ku (Gwanak-gu), Szöul (서울 관악구 관악로 1,103호 동 서울대학교 규장각한국학연구원 (신림동,서울대학교))                                                                                                 | 1973. december 31.   |      |
| 154.    |     | Murjong pekcsei (Muryeong baekjei) király arany koronadísze (무령왕 금제관식 武寧王 金製冠飾 Murjong vang kumdzse kvansik (Muryeong wang geumje gwansik) | Kongdzsui (Gongjui) Nemzeti Múzeum, Kongdzsu (Gongju), Dél-Cshungcshong (Chungcheong) 충남 공주시 관광단지길 34, 국립공주박물관 (웅진동) | 1974. július 9.      |      |
| 155.    |     | Murjong pekcsei (Muryeong baekjei) király feleségének arany koronadísze (무령왕비 금제관식 武寧王妃 金製冠飾 Murjong vangbi kumdzse kvansik (Muryeong wangbi geumje gwansik) ) | Koreai Nemzeti Múzeum, Jongszan-ku (Yongsan-gu), Szöul (서울 용산구 서빙고로 137, 국립중앙박물관 (용산동6가)) | 1974. július 9.      |      |
| 156.    |     | Murjong pekcsei (Muryeong baekjei) király arany fülbevalói (무령왕 금귀걸이 武寧王 金製耳飾 Murjong vang kum kügori (Muryeong wang geum gwigeori) | Kongdzsui (Gongjui) Nemzeti Múzeum, Kongdzsu (Gongju), Dél-Cshungcshong (Chungcheong) 충남 공주시 관광단지길 34, 국립공주박물관 (웅진동) | 1974. július 9.      |      |
| 157.    |     | Murjong pekcsei (Muryeong baekjei) király feleségének arany fülbevalói (무령왕비 금귀걸이 武寧王妃 金製耳飾 Murjong vangbi kum kügori (Muryeong wangbi geum gwigeori) | Kongdzsui (Gongjui) Nemzeti Múzeum, Kongdzsu (Gongju), Dél-Cshungcshong (Chungcheong) 충남 공주시 관광단지길 34, 국립공주박물관 (웅진동) | 1974. július 9.      |      |
| 158.    |     | Murjong pekcsei (Muryeong baekjei) király feleségének arany nyaklánca (무령왕비 금목걸이 武寧王妃 金製頸飾 Murjong vangbi kum mokkori (Muryeong wangbi geum mokgeori) | Kongdzsui (Gongjui) Nemzeti Múzeum, Kongdzsu (Gongju), Dél-Cshungcshong (Chungcheong) 충남 공주시 관광단지길 34, 국립공주박물관 (웅진동) | 1974. július 9.      |      |
| 159.    |     | Murjong pekcsei (Muryeong baekjei) király arany hajdísze (무령왕 금제 뒤꽂이 武寧王 金製釵 Murjong vang kumdzse tükkodzsi (Muryeong wang geumje dwikkoji) | Kongdzsui (Gongjui) Nemzeti Múzeum, Kongdzsu (Gongju), Dél-Cshungcshong (Chungcheong) 충남 공주시 관광단지길 34, 국립공주박물관 (웅진동) | 1974. július 9.      |      |
| 160.    |     | Murjong pekcsei (Muryeong baekjei) király feleségének ezüst karkötője (무령왕비 은팔찌 武寧王妃 銀製釧 Murjong vangbi unphalddzsi (Muryeong wangbi eunpaljji) | Kongdzsui (Gongjui) Nemzeti Múzeum, Kongdzsu (Gongju), Dél-Cshungcshong (Chungcheong) 충남 공주시 관광단지길 34, 국립공주박물관 (웅진동) | 1974. július 9.      |      |
| 161.    |     | Bronz tükrök Murjong pekcsei (Muryeong baekjei) király sírjából (무령왕릉 청동거울 일괄 武寧王陵 銅鏡一括 Murjongvang nung cshongdonggoul ilgval (Muryeongwang neung cheongdonggeoul ilgwal) | Kongdzsui (Gongjui) Nemzeti Múzeum, Kongdzsu (Gongju), Dél-Cshungcshong (Chungcheong) 충남 공주시 관광단지길 34, 국립공주박물관 (웅진동) | 1974. július 9.      |      |
| 161-1.  |     | Sinszu (Sinsu)-tükör (신수문경 武寧王陵 銅鏡一括 - 神獸文鏡 Sinszumungjong (Sinsumungyeong) | Kongdzsui (Gongjui) Nemzeti Múzeum, Kongdzsu (Gongju), Dél-Cshungcshong (Chungcheong) 충남 공주시 관광단지길 34, 국립공주박물관 (웅진동) | 1974. július 9.      |      |
| 161-2.  |     | Idzsaszon-szude (Uijason-sudae)-tükör (의자손명 수대문경 武寧王陵 銅鏡一括 - 宜子孫銘 獸帶文鏡 Idzsaszonmjong szudemungjong (Uijasonmyeong sudemungyeong) | Kongdzsui (Gongjui) Nemzeti Múzeum, Kongdzsu (Gongju), Dél-Cshungcshong (Chungcheong) 충남 공주시 관광단지길 34, 국립공주박물관 (웅진동) | 1974. július 9.      |      |
| 161-3.  |     | Szude (Sudae)-tükör (수대문경 武寧王陵 銅鏡一括 - 獸帶文鏡 Szudemungjong (Sudaemungyeong) | Kongdzsui (Gongjui) Nemzeti Múzeum, Kongdzsu (Gongju), Dél-Cshungcshong (Chungcheong) 충남 공주시 관광단지길 34, 국립공주박물관 (웅진동) | 1974. július 9.      |      |
| 162.    |     | Szokszu (Seoksu) szobor Murjong pekcsei (Muryeong baekjei) király sírjából (무령왕릉 석수 武寧王陵 石獸 Murjongvang nung szokszu (Muyeongwang neung seoksu) | Kongdzsui (Gongjui) Nemzeti Múzeum, Kongdzsu (Gongju), Dél-Cshungcshong (Chungcheong) 충남 공주시 관광단지길 34, 국립공주박물관 (웅진동) | 1974. július 9.      |      |
| 163.    |     | Emléktábla Murjong pekcsei (Muryeong baekjei) király sírjából (무령왕릉 지석 武寧王陵 誌石 Murjongvang nung csiszok (Muryeongwang neung jiseok) | Kongdzsui (Gongjui) Nemzeti Múzeum, Kongdzsu (Gongju), Dél-Cshungcshong (Chungcheong) 충남 공주시 관광단지길 34, 국립공주박물관 (웅진동) | 1974. július 9.      |      |
| 164.    |     | Murjong pekcsei (Muryeong baekjei) király feleségének fejtámasza (무령왕비 베개 武寧王妃 頭枕 Murjong vangbi pege (Muryeong wangbi begae) | Kongdzsui (Gongjui) Nemzeti Múzeum, Kongdzsu (Gongju), Dél-Cshungcshong (Chungcheong) 충남 공주시 관광단지길 34, 국립공주박물관 (웅진동) | 1974. július 9.      |      |
| 165     |     | Murjong pekcsei (Muryeong baekjei) király lábtartója (무령왕 발받침 武寧王 足座 murjongvang palpatcshim (Muryeongwang balbadchim) | Kongdzsui (Gongjui) Nemzeti Múzeum, Kongdzsu (Gongju), Dél-Cshungcshong (Chungcheong) 충남 공주시 관광단지길 34, 국립공주박물관 (웅진동) | 1974. július 9.      |      |
| 166.    |     | Fehér porcelán korsó máz alatti vas szilvavirág- és bambuszmotívummal (백자 철화 매죽문 항아리 白磁 鐵畵梅竹文 壺 pekcsa csholhva medzsukmun hangari (baekja cheolhwa maejukmun hangari) | Koreai Nemzeti Múzeum, Jongszan-ku (Yongsan-gu), Szöul (서울 용산구 서빙고로 137, 국립중앙박물관 (용산동6가)) | 1974. július 9.      |      |
| 167.    |     | Ember alakú szeladon kancsó (청자 인물형 주전자 靑磁 人物形 注子 cshongdzsa inmulhjong csudzsondzsa (cheongja inmulhyeong jujeonja) | Koreai Nemzeti Múzeum, Jongszan-ku (Yongsan-gu), Szöul (서울 용산구 서빙고로 137, 국립중앙박물관 (용산동6가)) | 1974. július 9.      |      |
| 168.    |     | Fehér porcelán palack máz alatti réz szilvavirág- és krizantémmotívummal (백자 동화매국문 병 白磁 銅畵梅菊文 甁 pekcsa tonghvamegukmun pjong (baekja donghwamaegugmun byeong) | Koreai Nemzeti Múzeum, Jongszan-ku (Yongsan-gu), Szöul (서울 용산구 서빙고로 137, 국립중앙박물관 (용산동6가)) | 1974. július 9.      |      |
| 169.    |     | Szeladon palack domború bambuszmintával (청자 양각죽절문 병 靑磁 陽刻竹節文 甁 cshongdzsa janggak csukcsolmun pjong (cheongja yanggak jukjeolmun byeong) | Samsung Művészeti Múzeum, Jongszan-ku (Yongsan-gu), Szöul (서울 용산구 이태원로55길 60-16, 삼성미술관 리움 (한남동)) | 1974. július 9.      |      |
| 170.    |     | Kék-fehér porcelán fedeles korsó szilvavirág-, madár- és bambuszmotívummal (백자 청화매조죽문 유개항아리 白磁 靑畵梅鳥竹文 有蓋壺 pekcsa cshonghvame csodzsukmun jugehangari (baekja cheonghwamae jojukmun yugaehangari) | Koreai Nemzeti Múzeum, Jongszan-ku (Yongsan-gu), Szöul (서울 용산구 서빙고로 137, 국립중앙박물관 (용산동6가)) | 1974. július 9.      |      |
| 171.    |     | Fedeles bronz edény ezüst intarziás főnix motívummal (청동 은입사 봉황문 합 靑銅 銀入絲 鳳凰文 盒 cshongdong unipsza ponghvangmun hap (cheongdong eunibsa bonghwangmun hab) | Samsung Művészeti Múzeum, Jongszan-ku (Yongsan-gu), Szöul (서울 용산구 이태원로55길 60-16, 삼성미술관 리움 (한남동)) | 1974. július 9.      |      |
| 172.    |     | Tárgyak a Csinjang-kun (Jinyang-gun) beli Csong (Jeong) családhoz tartozó nemesasszony sírjából (진양군영인정씨묘출토유물 晋陽郡令人鄭氏墓出土遺物 Csinjang-kun Jongin Csongssi mjocshul thojumul (Jinyang-gun Yeongin Jeongssi myochul toyumul)                                                                               | Samsung Művészeti Múzeum, Jongszan-ku (Yongsan-gu), Szöul (서울 용산구 이태원로55길 60-16, 삼성미술관 리움 (한남동)) | 1974. július 9.      |      |
| 172-1.  |     | Fehér porcelán lapos palack bazsarózsa- és indamotívummal (백자상감초화문편병 白磁象嵌草花文扁甁 pekcsa szanggamcshohvamun phjongbjong (baekja sanggamchohwamun pyeonbyeong) | Samsung Művészeti Múzeum, Jongszan-ku (Yongsan-gu), Szöul (서울 용산구 이태원로55길 60-16, 삼성미술관 리움 (한남동)) | 1974. július 9.      |      |
| 172-2.  |     | Sírfelirat-tábla (묘지 墓誌 mjodzsi (myoji) | Samsung Művészeti Múzeum, Jongszan-ku (Yongsan-gu), Szöul (서울 용산구 이태원로55길 60-16, 삼성미술관 리움 (한남동)) | 1974. július 9.      |      |
| 172-3.  |     | Csésze csillag alakú fogantyúval (잔 盞 csan (jan) | Samsung Művészeti Múzeum, Jongszan-ku (Yongsan-gu), Szöul (서울 용산구 이태원로55길 60-16, 삼성미술관 리움 (한남동)) | 1974. július 9.      |      |
| 173.    |     | Szeladon ülő arhatszobor fehér pöttyökkel és máz alatti vas festéssel (청자 퇴화점문 나한좌상 靑磁 堆花點文 羅漢坐像 cshongdzsa thöhvadzsommun nahandzsvaszang (cheongja toehwajeommun nahanjwasang) | Kangnam-ku (Gangnam-gu), Szöul (서울 강남구) | 1974. július 9.      |      |
| 174.    |     | Aranyozott bronz gyertyatartó intarziás kristálydíszítéssel (금동 수정 장식 촛대 金銅 水晶 裝飾 燭臺 kumdong szudzsong csangsik cshutte (geumdong sujeong jangsik chutdae) | Samsung Művészeti Múzeum, Jongszan-ku (Yongsan-gu), Szöul (서울 용산구 이태원로55길 60-16, 삼성미술관 리움 (한남동)) | 1974. július 9.      |      |
| 175.    |     | Fehér porcelán tálka intarziás lótusz- és arabeszk díszítéssel (백자 상감연화당초문 대접 白磁 象嵌蓮花唐草文 大楪 pekcsa szanggam jonhvadangcshomun tedzsop (baekja sanggam yeonhwadangchomun daejeob) | Koreai Nemzeti Múzeum, Jongszan-ku (Yongsan-gu), Szöul (서울 용산구 서빙고로 137, 국립중앙박물관 (용산동6가)) | 1974. július 9.      |      |
| 176.    |     | Fehér porcelán váza máz alatti kobaltkék fenyő- és bambuszmintával, Hongcshi (Hongchi) 2. éve (1489) felirattal (백자 청화‘홍치2년’명 송죽문 항아리 白磁 靑畵‘弘治二年’銘 松竹文 立壺 pekcsa cshonghva Hongcshi 2 njon mjong szongdzsungmun hangari (baekja cheonghwa Hongchi 2 nyeon myeong songjungmun hangari)              | Tongguk (Dongguk) Egyetemi Múzeum, Csung-ku (Jung-gu), Szöul (서울 중구 필동로 1길 30 동국대학교박물관) | 1974. július 9.      |      |
| 177.    |     | Puncshong (Buncheong) köldökzsinórtartó edény nyomott krizantémmotívummal (분청사기 인화국화문 태항아리 粉靑沙器 印花菊花文 胎壺 pucshongszagi inhvagukhvamun thehangari (buncheongsagi inhwagukhwamun taehangari) | Korea Egyetemi Múzeum, Szongbuk-ku (Seongbuk-gu), Szöul (서울 성북구 안암로 145, 고려대학교박물관 (안암동5가,고려대학교안암캠퍼스(인문사회계)) | 1974. július 9.      |      |
| 178.    |     | Puncshong (Buncheong) lapos flaska metszett halmotívummal (분청사기 음각어문 편병 粉靑沙器 陰刻魚文 扁甁 pubcshongszagi umgagomun phjonbjong (buncheongsagi eumgageomun pyeonbyeong) | Koreai Nemzeti Múzeum, Jongszan-ku (Yongsan-gu), Szöul (서울 용산구 서빙고로 137, 국립중앙박물관 (용산동6가)) | 1974. július 9.      |      |
| 179.    |     | Puncshong (Buncheong) lapos flaska sgraffito technikával készített lótusz- és halmotívummal (분청사기 박지연화어문 편병 粉靑沙器 剝地蓮花魚文 扁甁 puncshongszagi pakcsijonhvaomun phjonbjong (buncheongsagi bakjiyeonhwaeomun pyeonbyeong)                                                                                    | Horim Múzeum, Kvanak-ku (Gwanak-gu), Szöul (서울 관악구 남부순환로152길 53, 호림박물관 (신림동,호림박물관)) | 1974. július 9.      |      |
| 180.    |     | Kim Dzsonghi (Kim Jeong-hui) Szehando (Sehando) című festménye (김정희필 세한도 金正喜筆 歲寒圖 Kim Dzsonghiphil Szehando (Kim Jonghuipil Sehando) | Koreai Nemzeti Múzeum, Jongszan-ku (Yongsan-gu), Szöul (서울 용산구 서빙고로 137, 국립중앙박물관 (용산동6가)) | 1974. december 31.   |      |
| 181.    |     | Csang Jangszu (Jang Yang-su) tisztviselői bizonyítványa (장양수 홍패 張良守 紅牌 Csang Jangszu hongphe (Jang Yangsu hongpae) | Uldzsin (Uljin) megye, Észak-Kjongszang (Gyeongsang) (경북 울진군 울진읍 고성3길 31-68 (고성리)) | 1975. október 13.    |      |
| 182.    |     | Silla-kori aranyozott álló buddhaszobor Kumi (Gumi)ból (구미 선산읍 금동여래입상 龜尾 善山邑 金銅如來立像 Kumi Szonszan-up kumdong joreipszang (Gumi Seonsan-eup geumdong yeoraeibsang) | Tegui (Daegui) Nemzeti Múzeum, Szuszong-ku (Suseong-gu), Tegu (Daegu) (대구 수성구 청호로 321, 국립대구박물관 (황금동,국립대구박물관)) | 1976. április 23.    |      |
| 183.    |     | Silla-kori aranyozott álló bódhiszattva szobor Kumi (Gumi)ból (구미 선산읍 금동보살입상 龜尾 善山邑 金銅菩薩立像 Kumi Szonszan-up kumdong poszalipszang (Gumi Seonsan-eup geumdong bosalibsang) | Tegui (Daegui) Nemzeti Múzeum, Szuszong-ku (Suseong-gu), Tegu (Daegu) (대구 수성구 청호로 321, 국립대구박물관 (황금동,국립대구박물관)) | 1976. április 23.    |      |
| 184.    |     | Silla-kori aranyozott álló bódhiszattva szobor Kumi (Gumi)ból (구미 선산읍 금동보살입상 龜尾 善山邑 金銅菩薩立像 Kumi Szonszan-up kumdong poszalipszang (Gumi Seonsan-eup geumdong bosalibsang) | Tegui (Daegui) Nemzeti Múzeum, Szuszong-ku (Suseong-gu), Tegu (Daegu) (대구 수성구 청호로 321, 국립대구박물관 (황금동,국립대구박물관)) | 1976. április 23.    |      |
| 185.    |     | A Lótusz szútra ezüst betűkkel tölgyfa papíron (상지은니묘법연화경 橡紙銀泥妙法蓮華經 szangdzsiunni Mjobopjonhvagjong (sangjieunni Myobeopyeonhwagyeong) | Koreai Nemzeti Múzeum, Jongszan-ku (Yongsan-gu), Szöul (서울 용산구 서빙고로 137, 국립중앙박물관 (용산동6가)) | 1976. április 23.    |      |
| 186.    |     | Silla-kori aranyozott álló Buddhaszobor Sinhva (Sinhwa)-riből (양평 신화리 금동여래입상 楊平 新花里 金銅如來立像 Jangphjong Sinhva-ri kumding joreipszang (Yangpyeong Sinhwa-ri geumdong yeoraeibsang) | Koreai Nemzeti Múzeum, Jongszan-ku (Yongsan-gu), Szöul (서울 용산구 서빙고로 137, 국립중앙박물관 (용산동6가)) | 1976. december 14.   |      |
| 187.    |     | Silla-kori ötszintes kőpagoda (영양 산해리 오층모전석탑 英陽 山海里 五層模塼石塔 Jongjang Szanhe-ri ocshung modzsonszokthap (Yeongyang Sanhae-ri ocheung mojeonseoktab) | Szanhe-ri, Ibam-mjon, Jongjang-kun (Sanhae-ri, Ibam-myeon, Yeongyang-gun), Észak-Kjongszang (Gyeongsang) (경북 영양군 입암면 산해리 391-6) | 1977. augusztus 22.  |      |
| 188.    |     | Sillai aranykorona a Cshonmacshong (Cheonmachong) sírból (천마총 금관 天馬塚 金冠 Cshonmacshong kumgvan (Cheonmachong geumgwan) | Kjongdzsui (Gyeongjui) Nemzeti Múzeum, Kjongdzsu (Gyeongju), Észak-Kjongszang (Gyeongsang) (경북 경주시 일정로 186, 국립경주박물관 (인왕동,국립경주박물관)) | 1978. december 7.    |      |
| 189.    |     | Sillai aranysapka a Cshonmacshong (Cheonmachong) sírból (천마총 관모 天馬塚 金製冠帽 Cshonmacshong kvanmo (Cheonmachong gwanmo) | Kjongdzsui (Gyeongjui) Nemzeti Múzeum, Kjongdzsu (Gyeongju), Észak-Kjongszang (Gyeongsang) (경북 경주시 일정로 186, 국립경주박물관 (인왕동,국립경주박물관)) | 1978. december 7.    |      |
| 190.    |     | Sillai aranyöv a Cshonmacshong (Cheonmachong) sírból (천마총 금제 허리띠 天馬塚 金製銙帶 Cshongmacshong kumdzse horitti (Cheongmachong geumje heoriddi) | Kjongdzsui (Gyeongjui) Nemzeti Múzeum, Kjongdzsu (Gyeongju), Észak-Kjongszang (Gyeongsang) (경북 경주시 일정로 186, 국립경주박물관 (인왕동,국립경주박물관)) | 1978. december 7.    |      |
| 191.    |     | Sillai aranykorona függőkkel a Hvangnamdecshong (Hwangnamdaechong) sír északi halmából (황남대총 북분 금관 皇南大塚北墳 金冠 Hvangnamdecshong pukpun kumgvan (Hwangnamdaechong bukbun geumgwan) | Koreai Nemzeti Múzeum, Jongszan-ku (Yongsan-gu), Szöul (서울 용산구 서빙고로 137, 국립중앙박물관 (용산동6가)) | 1978. december 7.    |      |
| 192.    |     | Silla-kori aranyöv a Hvangnamdecshong (Hwangnamdaechong) sír északi halmából (황남대총 북분 금제 허리띠 皇南大塚 北墳 金製 銙帶 Hvangnamdecshong pukpun kumgdzse horitti (Hwangnamdaechong bukbun geumje heoriddi) | Koreai Nemzeti Múzeum, Jongszan-ku (Yongsan-gu), Szöul (서울 용산구 서빙고로 137, 국립중앙박물관 (용산동6가)) | 1978. december 7.    |      |
| 193.    |     | Üvegkancsó a Hvangnamdecshong (Hwangnamdaechong) sír déli halmából (경주 98호 남분 유리병 및 잔 慶州 九十八號 南墳 琉璃甁 및 盞 Kjongdzsu 98ho nambun juribjongmit (Gyeongju 98ho nambun yuribyeongmit) | Koreai Nemzeti Múzeum, Jongszan-ku (Yongsan-gu), Szöul (서울 용산구 서빙고로 137, 국립중앙박물관 (용산동6가)) | 1978. december 7.    |      |
| 194     |     | Aranynyaklánc a Hvangnamdecshong (Hwangnamdaechong) sír déli halmából (황남대총 남분 금목걸이 皇南大塚南墳 金製頸飾 Hvangnamdecshong nambun kummokkori (Hwangnamdaechong nambun geummokgoeori) | Koreai Nemzeti Múzeum, Jongszan-ku (Yongsan-gu), Szöul (서울 용산구 서빙고로 137, 국립중앙박물관 (용산동6가)) | 1978. december 7.    |      |
| 195.    |     | Korsók agyagfigurákkal a Silla-korból (토우장식 장경호 土偶裝飾 長頸壺 thoudzsangsik csanggyongho (toujangsik janggyeongho) | Kjongdzsui (Gyeongjui) Nemzeti Múzeum, Kjongdzsu (Gyeongju), Észak-Kjongszang (Gyeongsang); és Koreai Nemzeti Múzeum, Jongszan-ku (Yongsan-gu), Szöul (경북 경주시 일정로 186, 국립경주박물관; 서울 용산구 서빙고로 137 국립중앙박물관 (인왕동,국립경주박물관)) | 1978. december 7.    |      |
| 196.    |     | Az Avatamszaka-szútra sillai átiratának 1-10. és 44-50. kötetei fehér papíron tintával (신라백지묵서대방광불화엄경 주본 권1~10, 44~50 (新羅白紙墨書大方廣佛花嚴經 周本 卷一∼十, 四十四~五十 Silla pekcsimokszo Tebanggvang Pulhvaomgjong csubun kvon (Silla baekjimokseo Daebanggwang Bulhwaeomgyeong jubun gwon) 1~10, 44~50) | Samsung Művészeti Múzeum, Jongszan-ku (Yongsan-gu), Szöul (서울 용산구 이태원로55길 60-16, 삼성미술관 리움 (한남동)) | 1979. február 8.     |      |
| 197.    |     | Pogak (Bogak) „nemzeti tanító” sztúpája a Cshongnjongsza (Cheongnyongsa) templomban (충주 청룡사지 보각국사탑 忠州 靑龍寺址 普覺國師塔 Cshungdzsu Cshongnjongszadzsi Pogak szuksza thap (Chungju Cheongnyongsaji Bogak guksa tap)                                                                                              | Orjang-ri, Szothe-mjon (Oryang-ri, Sotae-myeon), Cshungdzsu (Chungju), Észak-Cshungcshong (Chungcheong) (충북 충주시 소태면 오량리 산32-2) | 1979. május 22.      |      |
| 198.    |     | A Csokszongbi (Jeokseongbi)-emlékmű a Silla-korból (단양 신라 적성비 丹陽 新羅 赤城碑 Tanjang Silla Csokszongbi (Danyang Silla Jeokseongbi) | Habang-ri, Tanszong-mjon (Danseong-myeon), Tanjang-kun (Danyang-gun), Észak-Cshungcshong (Chungcheong) (충북 단양군 단성면 하방리 산3-1) | 1979. május 22.      |      |
| 199.    |     | Sziklába faragott buddhák a Tanszokszan (Danseoksan) hegyen (경주 단석산 신선사 마애불상군 慶州 斷石山 神仙寺 磨崖佛像群 KJongdzsu Tanszokszan Sinszonsza mamebulszanggun (Gyeongju Danseoksan Sinseonsa mamaebulsanggun) | Koncshon-up (Geoncheon-eup), Kjongdzsu (Gyeongju), Észak-Kjongszang (Gyeongsang) (경북 경주시 건천읍 단석산길 175-143 (송선리)) | 1979. május 22.      |      |
| 200.    |     | Aranyozott álló bódhiszattva szobor a Silla-korból (금동보살입상 金銅菩薩立像 kumdong poszalipszang (geumdong bosalibsang) | Puszani (Busani) Városi Múzeum, Nam-ku (Nam-gu), Puszan (Busan) (부산 남구 유엔평화로 63, 부산시립박물관 (대연동,부산광역시시립박물관)) | 1979. április 30.    |      |

## Továbbiak
- 201–300
- 301–400